# Ștefan I. Gheorghiță
Ștefan I. Gheorghiță (n. 1926 – d. 1978) a fost un matematician român, fiul sculptorului Ion Gheorghiță.

## Biografie
În perioada 1937 - 1945 a urmat Colegiul Național „Sfântul Sava”.
În 1950 a absolvit Politehnica, fiind apoi numit preparator la Catedra de Mecanică de la Facultatea de Matematică-Fizică a Universității din București, apoi preparator la Catedra de Fizică de la Universitatea Petrol-Gaze din Ploiești.
Mai târziu preia funcția de asistent la Catedra de Mecanică Rațională, de cercetător la Institutul de Fizică al Academiei Române.
În 1955 obține doctoratul în mecanica fluidelor, ca doi ani mai târziu să ocupe postul de conferențiar la Facultatea de Matematică și Fizică. În 1968 obține titlul de doctor docent.

## Activitate științifică
A îmbogățit mecanica fluidelor cu noi metode de rezolvare practică a problemelor fundamentale.
A reprezentat Academia Română și Universitatea din București la numeroase congrese internaționale, conferințe și simpozioane de specialitate în URSS, Polonia, India, SUA.
În cadrul Societății de Științe Matematice, a desfășurat o activitate bogată; a fost membru al Comitetului de redacție al Gazetei Matematice.

## Scrieri
- 1957: Teoria mișcărilor în mediile poroase;
- 1966: Metode matematice în hidrogazodinamica subterană;
- 1969: Introducere în hidrodinamica corpurilor poroase;
- 1977: Mișcarea științifică în România în timpul Războiului de Independență;
- Academicianul Caius Iacob, monografie apărută în Gazeta Matematică nr. 3/1972.